# Санта Ђулијана (Тренто)
Санта Ђулијана је насеље у Италији у округу Тренто, региону Трентино-Јужни Тирол.
Према процени из 2011. у насељу је живело 107 становника. Насеље се налази на надморској висини од 491 м.